# Тремеш
Тремеш (порт. Tremês)  —  район (фрегезия) в Португалии,  входит в округ Сантарен. Является составной частью муниципалитета  Сантарен. Входит в экономико-статистический  субрегион Лезирия-ду-Тежу, который входит в Рибатежу. Население составляет 2146 человек на 2001 год. Занимает площадь 24,79 км².